# Lijst van planetoïden 12101-12200
Dit is een lijst van planetoïden 12101-12200. Voor de volledige lijst zie de lijst van planetoïden.
Stand per 10 april 2023. Afgeleid uit data gepubliceerd door het Minor Planet Center.
| Naam                     | Voorlopige naamgeving | Datum ontdekking  | Ontdekker                                              |
| ------------------------ | --------------------- | ----------------- | ------------------------------------------------------ |
| (12101) Trujillo         | 1998 JX2              | 1 mei 1998        | LONEOS                                                 |
| (12102) Piazzolla        | 1998 JB4              | 5 mei 1998        | F. B. Zoltowski                                        |
| (12103) -                | 1998 KL               | 19 mei 1998       | F. B. Zoltowski                                        |
| (12104) Chesley          | 1998 KO6              | 22 mei 1998       | LONEOS                                                 |
| (12105) -                | 1998 KA10             | 25 mei 1998       | Beijing Schmidt CCD Asteroid Program                   |
| (12106) Menghuan         | 1998 KQ31             | 22 mei 1998       | LINEAR                                                 |
| (12107) Reneebarcia      | 1998 KU46             | 22 mei 1998       | LINEAR                                                 |
| (12108) Jamesaustin      | 1998 KJ48             | 22 mei 1998       | LINEAR                                                 |
| (12109) -                | 1998 KD51             | 23 mei 1998       | LINEAR                                                 |
| (12110) -                | 1998 KL56             | 22 mei 1998       | M. R. Burleigh, N. P. Bannister                        |
| (12111) Ulm              | 1998 LU               | 1 juni 1998       | E. W. Elst                                             |
| (12112) Sprague          | 1998 MK4              | 23 juni 1998      | CSS                                                    |
| (12113) Hollows          | 1998 OH12             | 29 juli 1998      | J. Broughton                                           |
| (12114) -                | 1998 QJ8              | 17 augustus 1998  | LINEAR                                                 |
| (12115) Robertgrimm      | 1998 SD2              | 16 september 1998 | CSS                                                    |
| (12116) -                | 1999 JA34             | 10 mei 1999       | LINEAR                                                 |
| (12117) Meagmessina      | 1999 JT60             | 10 mei 1999       | LINEAR                                                 |
| (12118) Mirotsin         | 1999 NC9              | 13 juli 1999      | LINEAR                                                 |
| (12119) Memamis          | 1999 NG9              | 13 juli 1999      | LINEAR                                                 |
| (12120) Rebeccagrella    | 1999 NQ41             | 14 juli 1999      | LINEAR                                                 |
| (12121) Greenwald        | 1999 NX48             | 13 juli 1999      | LINEAR                                                 |
| (12122) -                | 1999 NV55             | 12 juli 1999      | LINEAR                                                 |
| (12123) Pazin            | 1999 OS               | 18 juli 1999      | Višnjan Observatory                                    |
| (12124) Hvar             | 1999 RG3              | 6 september 1999  | Višnjan Observatory                                    |
| (12125) Jamesjones       | 1999 RS4              | 3 september 1999  | Spacewatch                                             |
| (12126) -                | 1999 RM11             | 7 september 1999  | LINEAR                                                 |
| (12127) Mamiya           | 1999 RD37             | 9 september 1999  | K. Watanabe                                            |
| (12128) Palermiti        | 1999 RP43             | 13 september 1999 | C. W. Juels                                            |
| (12129) -                | 1999 RB138            | 9 september 1999  | LINEAR                                                 |
| (12130) Mousa            | 1999 RD146            | 9 september 1999  | LINEAR                                                 |
| (12131) Echternach       | 2085 P-L              | 24 september 1960 | C. J. van Houten, I. van Houten-Groeneveld, T. Gehrels |
| (12132) Wimfröger        | 2103 P-L              | 24 september 1960 | C. J. van Houten, I. van Houten-Groeneveld, T. Gehrels |
| (12133) Titulaer         | 2558 P-L              | 24 september 1960 | C. J. van Houten, I. van Houten-Groeneveld, T. Gehrels |
| (12134) Hansfriedeman    | 2574 P-L              | 24 september 1960 | C. J. van Houten, I. van Houten-Groeneveld, T. Gehrels |
| (12135) Terlingen        | 3021 P-L              | 24 september 1960 | C. J. van Houten, I. van Houten-Groeneveld, T. Gehrels |
| (12136) Martinryle       | 3045 P-L              | 24 september 1960 | C. J. van Houten, I. van Houten-Groeneveld, T. Gehrels |
| (12137) Williefowler     | 4004 P-L              | 24 september 1960 | C. J. van Houten, I. van Houten-Groeneveld, T. Gehrels |
| (12138) Olinwilson       | 4053 P-L              | 24 september 1960 | C. J. van Houten, I. van Houten-Groeneveld, T. Gehrels |
| (12139) Tomcowling       | 4055 P-L              | 24 september 1960 | C. J. van Houten, I. van Houten-Groeneveld, T. Gehrels |
| (12140) Johnbolton       | 4087 P-L              | 24 september 1960 | C. J. van Houten, I. van Houten-Groeneveld, T. Gehrels |
| (12141) Chushayashi      | 4112 P-L              | 24 september 1960 | C. J. van Houten, I. van Houten-Groeneveld, T. Gehrels |
| (12142) Franklow         | 4624 P-L              | 24 september 1960 | C. J. van Houten, I. van Houten-Groeneveld, T. Gehrels |
| (12143) Harwit           | 4631 P-L              | 24 september 1960 | C. J. van Houten, I. van Houten-Groeneveld, T. Gehrels |
| (12144) Einhart          | 4661 P-L              | 24 september 1960 | C. J. van Houten, I. van Houten-Groeneveld, T. Gehrels |
| (12145) Behaim           | 4730 P-L              | 24 september 1960 | C. J. van Houten, I. van Houten-Groeneveld, T. Gehrels |
| (12146) Ostriker         | 6035 P-L              | 24 september 1960 | C. J. van Houten, I. van Houten-Groeneveld, T. Gehrels |
| (12147) Bramante         | 6082 P-L              | 24 september 1960 | C. J. van Houten, I. van Houten-Groeneveld, T. Gehrels |
| (12148) Caravaggio       | 6636 P-L              | 24 september 1960 | C. J. van Houten, I. van Houten-Groeneveld, T. Gehrels |
| (12149) Begas            | 9099 P-L              | 17 oktober 1960   | C. J. van Houten, I. van Houten-Groeneveld, T. Gehrels |
| (12150) De Ruyter        | 1051 T-1              | 25 maart 1971     | C. J. van Houten, I. van Houten-Groeneveld, T. Gehrels |
| (12151) Oranje-Nassau    | 1220 T-1              | 25 maart 1971     | C. J. van Houten, I. van Houten-Groeneveld, T. Gehrels |
| (12152) Aratus           | 1287 T-1              | 25 maart 1971     | C. J. van Houten, I. van Houten-Groeneveld, T. Gehrels |
| (12153) Conon            | 3219 T-1              | 26 maart 1971     | C. J. van Houten, I. van Houten-Groeneveld, T. Gehrels |
| (12154) Callimachus      | 3329 T-1              | 26 maart 1971     | C. J. van Houten, I. van Houten-Groeneveld, T. Gehrels |
| (12155) Hyginus          | 4193 T-1              | 26 maart 1971     | C. J. van Houten, I. van Houten-Groeneveld, T. Gehrels |
| (12156) Ubels            | 1042 T-2              | 29 september 1973 | C. J. van Houten, I. van Houten-Groeneveld, T. Gehrels |
| (12157) Können           | 1070 T-2              | 29 september 1973 | C. J. van Houten, I. van Houten-Groeneveld, T. Gehrels |
| (12158) Tape             | 1101 T-2              | 29 september 1973 | C. J. van Houten, I. van Houten-Groeneveld, T. Gehrels |
| (12159) Bettybiegel      | 1142 T-2              | 29 september 1973 | C. J. van Houten, I. van Houten-Groeneveld, T. Gehrels |
| (12160) Karelwakker      | 1152 T-2              | 29 september 1973 | C. J. van Houten, I. van Houten-Groeneveld, T. Gehrels |
| (12161) Avienius         | 1158 T-2              | 29 september 1973 | C. J. van Houten, I. van Houten-Groeneveld, T. Gehrels |
| (12162) Bilderdijk       | 2145 T-2              | 29 september 1973 | C. J. van Houten, I. van Houten-Groeneveld, T. Gehrels |
| (12163) Manilius         | 3013 T-2              | 30 september 1973 | C. J. van Houten, I. van Houten-Groeneveld, T. Gehrels |
| (12164) Lowellgreen      | 3067 T-2              | 30 september 1973 | C. J. van Houten, I. van Houten-Groeneveld, T. Gehrels |
| (12165) Ringleb          | 3289 T-2              | 30 september 1973 | C. J. van Houten, I. van Houten-Groeneveld, T. Gehrels |
| (12166) Oliverherrmann   | 3372 T-2              | 25 september 1973 | C. J. van Houten, I. van Houten-Groeneveld, T. Gehrels |
| (12167) Olivermüller     | 4306 T-2              | 29 september 1973 | C. J. van Houten, I. van Houten-Groeneveld, T. Gehrels |
| (12168) Polko            | 5141 T-2              | 25 september 1973 | C. J. van Houten, I. van Houten-Groeneveld, T. Gehrels |
| (12169) Munsterman       | 2031 T-3              | 16 oktober 1977   | C. J. van Houten, I. van Houten-Groeneveld, T. Gehrels |
| (12170) Vanvollenhoven   | 2372 T-3              | 16 oktober 1977   | C. J. van Houten, I. van Houten-Groeneveld, T. Gehrels |
| (12171) Johannink        | 2382 T-3              | 16 oktober 1977   | C. J. van Houten, I. van Houten-Groeneveld, T. Gehrels |
| (12172) Niekdekort       | 2390 T-3              | 16 oktober 1977   | C. J. van Houten, I. van Houten-Groeneveld, T. Gehrels |
| (12173) Lansbergen       | 3135 T-3              | 16 oktober 1977   | C. J. van Houten, I. van Houten-Groeneveld, T. Gehrels |
| (12174) van het Reve     | 3164 T-3              | 16 oktober 1977   | C. J. van Houten, I. van Houten-Groeneveld, T. Gehrels |
| (12175) Wimhermans       | 3197 T-3              | 16 oktober 1977   | C. J. van Houten, I. van Houten-Groeneveld, T. Gehrels |
| (12176) Hidayat          | 3468 T-3              | 16 oktober 1977   | C. J. van Houten, I. van Houten-Groeneveld, T. Gehrels |
| (12177) Raharto          | 4074 T-3              | 16 oktober 1977   | C. J. van Houten, I. van Houten-Groeneveld, T. Gehrels |
| (12178) Dhani            | 4304 T-3              | 16 oktober 1977   | C. J. van Houten, I. van Houten-Groeneveld, T. Gehrels |
| (12179) Taufiq           | 5030 T-3              | 16 oktober 1977   | C. J. van Houten, I. van Houten-Groeneveld, T. Gehrels |
| (12180) Kistemaker       | 5167 T-3              | 16 oktober 1977   | C. J. van Houten, I. van Houten-Groeneveld, T. Gehrels |
| (12181) -                | 1964 VL1              | 9 november 1964   | Purple Mountain Observatory                            |
| (12182) Storm            | 1973 UQ5              | 27 oktober 1973   | F. Börngen                                             |
| (12183) Caltonen         | 1975 SU1              | 30 september 1975 | S. J. Bus                                              |
| (12184) Trevormerkley    | 1975 SB2              | 30 september 1975 | S. J. Bus                                              |
| (12185) Gasprinskij      | 1976 SL5              | 24 september 1976 | N. S. Chernykh                                         |
| (12186) Mitukurigen      | 1977 ER5              | 12 maart 1977     | H. Kosai, K. Hurukawa                                  |
| (12187) Lenagoryunova    | 1977 RL7              | 11 september 1977 | N. S. Chernykh                                         |
| (12188) Kalaallitnunaat  | 1978 PE               | 9 augustus 1978   | R. M. West                                             |
| (12189) Dovgyj           | 1978 RQ1              | 5 september 1978  | N. S. Chernykh                                         |
| (12190) Sarkisov         | 1978 SE5              | 27 september 1978 | L. I. Chernykh                                         |
| (12191) Vorontsova       | 1978 TT8              | 9 oktober 1978    | L. V. Zhuravleva                                       |
| (12192) Gregbollendonk   | 1978 VD5              | 7 november 1978   | E. F. Helin, S. J. Bus                                 |
| (12193) -                | 1979 EL               | 4 maart 1979      | N. G. Thomas                                           |
| (12194) -                | 1979 KO1              | 24 mei 1979       | Perth Observatory                                      |
| (12195) Johndavidniemann | 1979 MM4              | 25 juni 1979      | E. F. Helin, S. J. Bus                                 |
| (12196) Weems            | 1979 MM8              | 25 juni 1979      | E. F. Helin, S. J. Bus                                 |
| (12197) Jan-Otto         | 1980 FR2              | 16 maart 1980     | C.-I. Lagerkvist                                       |
| (12198) -                | 1980 PJ1              | 6 augustus 1980   | R. M. West                                             |
| (12199) Sohlman          | 1980 TK6              | 8 oktober 1980    | L. V. Zhuravleva                                       |
| (12200) Richlipe         | 1981 EM7              | 1 maart 1981      | S. J. Bus                                              |